# Rolando Frazer
Rolando Frazer Thorne (Panama, 3 luglio 1958) è un ex cestista panamense.

## Carriera
È stato selezionato dagli Indiana Pacers al quarto giro del Draft NBA 1981 (83ª scelta assoluta).
Con Panama ha disputato due edizioni dei Campionati mondiali (1982, 1986), risultando MVP e capocannoniere dell'edizione del 1982 con 24,4 punti di media.

## Palmarès
- MVP dei mondiali: 1

1982